# Antecedent (gramàtica)
Es denomina antecedent, al substantiu, nom propi o sintagma nominal anterior al qual fa referència un pronom relatiu o pronom simple. Per exemple, en l'oració composta «el llibre que em vas prestar era molt bo» l'antecedent del pronom relatiu que és el sintagma nominal el llibre. És la primera part d'un enunciat lògic formal.